# Suicidio colectivo ritual
Un suicidio colectivo ritual o por motivos culturales es un suicidio colectivo a menudo con ritual cometido por miembros de grupos que han sido considerados grupos religiosos o sectas.

En algunos casos, todos los miembros o gran parte de ellos se han suicidado en el mismo lugar y al mismo tiempo.
Algunos grupos que han llevado a cabo esta clase de suicidios, son por ejemplo, la secta Heaven's Gate, la Orden del templo solar y el Templo del Pueblo en la famosa Tragedia de Jonestown. En otros casos, como en la secta de los Filipianos, la secta apoyó el suicidio en masa sin intentar convencer al grupo completo de la participación.

## Suicidios religiosos conocidos

### Templo del pueblo
El 18 de noviembre de 1978, 918 estadounidenses murieron en la Tragedia de Jonestown, Guyana, incluidos 917 miembros de la secta El Templo del Pueblo liderada por el pastor Jim Jones.

El suceso incluía a 303 niños. Una cinta de los últimos momentos del Templo fue encontrada en el pabellón de Jonestown, la cual contiene reiteradas discusiones al interior del grupo en la que afirmaban que cometerían un «suicidio revolucionario», incluye también referencias a la toma del veneno y los recipientes que usarían.
En la cinta, Jones les informa a los miembros de la secta que Rusia habría negociado con ellos un éxodo potencial por meses, luego de haber asesinado al congresista Leo Ryan, al reportero de la NBC Don Harris y a otros tres en una pista de aterrizaje cercana. Cuando los miembros al parecer rompieron a llorar, Jones los consuela diciendo: "Detened esta histeria. Esta no es la manera de morir para las personas socialistas o comunistas. No es nuestra forma de morir, debemos morir con algo de dignidad".
Al final de la cinta Jones concluye diciendo: "No cometimos un suicidio, perpetramos un «acto suicida revolucionario»  en protesta de las condiciones de un mundo inhumano". La gente en Jonestown murió por envenenamiento con cianuro, a excepción de Jones y su personal de apoyo quienes al parecer murieron por lesiones de arma de fuego autoinfligidas.
 Los miembros del Templo ya habrían hablado en ocasiones anteriores del «acto suicida revolucionario», y a los miembros se les habría dado a beber lo que se les dijo que era veneno, pero tal bebida no tendría veneno.
  Otros cuatro miembros de la secta murieron en los cuarteles del Templo del Pueblo en Georgetown, Guyana.

### Orden del templo solar
Entre 1994 y 1997, los miembros de La Orden del Templo Solar iniciaron una serie de suicidios en masa que sumaron 74 muertes. En las notas de despedida que habrían dejado los miembros, expresaron que creían que sus muertes serían un escape a la  «hipocresía y opresión del mundo».
Adicional a esto creían que serían  «llevados a Sirius». Algunas grabaciones que serían recogidas por la policía de Quebec mostraron que algunos miembros habrían hecho donaciones personales al líder de la secta, Joseph Di Mambro, por un millón de dólares.
Otros miembros de la secta intentaron suicidarse a finales de la década de 1990, pero sus intentos fueron frustrados. Todos los suicidios e intentos de suicidio ocurrieron alrededor de los equinoccios y solsticios, porque al parecer estaría en concordancia con las creencias del grupo.

### Heaven's Gate
El 26 de marzo de 1997, 39 seguidores de la secta Heaven's Gate murieron en un suicidio masivo en Rancho Santa Fe, California, en la frontera norte de San Diego; creían, según las enseñanzas de la secta, que con sus suicidios  «dejarían sus formas humanas» y que sus almas abordarían una nave espacial que seguiría al cometa Hale-Bopp.

Algunos hombres, miembros de la secta, habrían sido sometidos a una castración voluntaria para prepararse para una vida sin sexos, que llegaría luego de su muerte.

El 30 de marzo de 1997, Thomas Nichols, hermano menor
 de la actriz Nichelle Nichols, fue descubierto muerto en su tráiler con una nota que decía en parte: "Me voy hacia la nave que va hacia el Hale-Bopp para estar con los que se fueron antes que yo";  usando gas propano para terminar con su vida. Nichols, al igual que los demás miembros de la secta, tenía la cabeza cubierta con una bolsa plástica y su torso cubierto con una mortaja violeta. La conexión de Nichols con la secta es desconocida.
En mayo de 1997, dos miembros de la secta que no estuvieron presentes en el suicidio en masa, intentaron suicidarse, uno de ellos lo logró, el otro estuvo en coma por dos días y luego se recuperó.
En febrero de 1998, el sobreviviente, Chuck Humphrey, se suicidó.

## Otros suicidios relacionados con sectas

### Los Davidianos
El 19 de abril de 1993, la Agencia de Alcohol, Tabaco, Armas de Fuego y Explosivos de los Estados Unidos sitió la facción de los Davidianos cerca de Waco, Texas que terminó con un asalto y seguidamente con un tiroteo que destruyó el lugar, en el que murieron muchos de sus habitantes. Durante el hostigamiento fueron disparadas muchas granadas de mano y bombas de gas CS
Algunas personas creyeron que fueron las granadas y demás material disparado lo que encendiera los abastecimientos de combustible que había dentro de la construcción.
Richard L. Sherrow, un investigador experto en fuego y explosiones, fue contratado por una corte civil para precisar las causas del inicio de la conflagración y su conclusión fue:
"El fuego fue originado en la torre ubicada en la esquina noreste cuando una linterna tipo Coleman cayó en el material comburente, más precisamente en las camas, dado que el lugar era usado como dormitorios. La linterna habría caído luego de un impacto mecánico entre la torre y el CEV".
Los medios de comunicación reportaron inmediatamente después del hostigamiento y lo calificaron como un suicidio colectivo ritual incluso un asesinato perpetrado por los líderes de la secta. Sin embargo, algunos medios independientes, académicos y otros expertos sostienen que el fuego se originó accidentalmente o resultado del pánico.

### La Familia Internacional
En los inicios del 2005 La Familia Internacional ganó nuevamente la atención a causa del premeditado suicidio del miembro Ricky Rodríguez, hijo biológico de la líder Karen Zerby, e hijo adoptivo del fundador David Berg; lo que revivió los señalamientos de que el grupo incita a sus seguidores a la idea de suicidio. La muerte de Rodríguez fue ampliamente llamada "suicidio ritual". El evento se hizo popular gracias a las referencias de la NBC en los programas televisivos Third Watch y Law & Order.

Los seguidores de la secta sostienen que el comportamiento de Rodríguez no es típico en el grupo y que no hay evidencia que en el grupo haya más suicidas que en la sociedad en general.

### Centro de entrenamiento para la liberación de la energía Atma
En febrero de 1998, Heide Fittkau-Garthe, una psicóloga alemana, y un alto funcionario de Brahma Kumaris World Spiritual University, fue sospechosa en las Islas Canarias de la conspiración de un suicidio en un grupo con 32 miembros, incluidos 5 niños. Creían que serían recogidos y llevados a una nave espacial con destino desconocido. De no ser así, se sospechó que fueran a llevar a cabo un suicidio colectivo. El suicidio tendría lugar en el Parque nacional del Teide. Al parecer la secta se denominaba Centro de entrenamiento para la liberación de la energía Atma, pero se la llamó "secta de Heide" en honor a su fundadora.

### Movimiento de restauración de los diez mandamientos de Dios
El 17 de marzo de 2000, 778 miembros del Movimiento de restauración de los diez mandamientos de Dios murieron en Uganda.

La teoría de que los miembros habrían muerto en un suicidio en masa cambió cuando se hallaron a varios de los cadáveres con signos de estrangulación y heridas de arma blanca.

El grupo divergía de la Iglesia católica en el énfasis de la llegada del apocalipsis y ponía en duda las apariciones marianas.

El grupo fue llamado un movimiento de revisión interior, que usaba uniformes y restringía el vocabulario para evitar decir cosas pecaminosas o deshonestas.

  En el momento del suicidio, según testimonios de los propios lugareños, los miembros estaban celebrando una fiesta, donde se consumieron 70 cajas de refrescos y 3 toros.
Esta versión de los eventos ha sido criticada por Irving Hexham,
 y fuentes ugandesas que han establecido que "nadie realmente puede explicar los porqués, los cuándos, los cómos, los dóndes, etcétera".